# کوجی میا
کوجی میا (انگلیسی: Koji Miya؛ زادهٔ ۲۵ مهٔ ۱۹۶۵) بدمینتون‌باز اهل ژاپن بود.